# امارپور، بانکا
امارپور، بانکا (به انگلیسی: Amarpur, Banka) یک منطقهٔ مسکونی در هند است که در بیهار واقع شده‌است.

## خصوصیات
امارپور ۲۰٬۹۳۰ نفر جمعیت دارد و ۵۸ متر بالاتر از سطح دریا واقع شده‌است.